# John Glover (acteur)
John Soursby Glover Junior (Salisbury, 7 augustus 1944) is een Amerikaans acteur. Hij won in 1995 een Tony Award voor zijn dubbelrol als John en James Jeckyll in het toneelstuk Love! Valour! Compassion!. Daarnaast werd hij in 1994 voor de vijfde keer genomineerd voor een Emmy Award en in 2004 voor de derde keer voor een Saturn Award.
Glover maakte in 1973 zowel zijn film- als acteerdebuut in het misdaaddrama Shamus. Sindsdien was hij meer dan 45 keer te zien op het witte doek en in meer dan 25 televisiefilms. Voor de televisiefilm An Early Frost uit 1985 werd hij voor het eerst genomineerd voor een Emmy Award. Nadien volgden nominaties voor Glovers rol in de miniserie Nutcracker: Money, Madness & Murder en voor eenmalige gastrollen in L.A. Law, Crime & Punishment en Frasier.
Glover werd voor het eerst genomineerd voor een Saturn Award voor zijn bijrol als Daniel Clamp in Gremlins 2: The New Batch. Vervolgens werd hij zowel in 2003 als 2004 genomineerd voor het spelen van Lionel Luthor in de televisieserie Smallville.

## Filmografie
*Exclusief televisiefilms
| - Shazam! (2019) - We Go On (2016) - You Bury Your Own (2015) - Réalité (2014) - Sweet Talk (2013) - Sanitarium (2013) - The Civilization of Maxwell Bright (2005) - A Kiss at Kerouac's Grave (2004) - Sweet Union (2004) - Tricks (2004) - Mid-Century (2002) - On Edge (2001) - The Body (2001) - Macbeth in Manhattan (1999) - Payback (1999) - Dead Broke (1998) - The Broken Giant (1998) - Dead by Midnight (1997) - Medusa's Child (1997) - Batman & Robin (1997) - Love! Valour! Compassion! (1997) - In the Mouth of Madness (1994) - Schemes (1994) - Dora Was Dysfunctional (1994) - Night of the Running Man (1994) - Home (1994) | - Automatic (1994) - Ed and His Dead Mother (1993) - RoboCop 2 (1990) - Gremlins 2: The New Batch (1990) - Meet the Hollowheads (1989) - Scrooged (1988) - The Chocolate War (1988) - Rocket Gibraltar (1988) - Masquerade (1988) - Willy/Milly (1986) - 52 Pick-Up (1986) - A Killing Affair (1986) - White Nights (1985) - A Flash of Green (1984) - The Evil That Men Do (1984) - A Little Sex (1982) - The Incredible Shrinking Woman (1981) - Melvin and Howard (1980) - The Mountain Men (1980) - The American Success Company (1980) - Last Embrace (1979) - Somebody Killed Her Husband (1978) - Julia (1977) - Annie Hall (1977) - Shamus (1973) |

## Televisieseries
*Exclusief eenmalige gastrollen
- Fear the Walking Dead - Theodore "Teddy" Maddox (2021, 6 afleveringen)
- The Good Wife - Jared Andrews (2011-2015, vier afleveringen)
- TRON: Uprising - Dyson (2012, drie afleveringen - stem)
- Smallville - Lionel Luthor (2001-2011, 145 afleveringen)
- Numb3rs - Simon Kraft (2006-2009, twee afleveringen)
- Law & Order: Criminal Intent - Declan Gage (2006-2008, twee afleveringen)
- Brimstone - The Devil (1998-1999, dertien afleveringen)
- Batman: The Animated Series - Edward Nygma (1992-1994, drie afleveringen - stem)
- South Beach - Roberts (1993, vijf afleveringen)
- American Dreamer - Bill (1990-1991, vier afleveringen)
- The Days and Nights of Molly Dodd - Mike Sayles (1988-1991, vijf afleveringen)

- Bibsys: 90676444
- Bibliothèque nationale de France: cb14024741m (data)
- Gemeinsame Normdatei: 1068037091
- International Standard Name Identifier: 0000 0000 5390 9841
- Library of Congress Control Number: no98002306
- Nationale Bibliotheek van Tsjechië: xx0176191
- Nationale Bibliotheek van Israël: 987007431358805171
- Nationale Bibliotheek van Polen: a0000001614555
- Nederlandse Thesaurus van Auteursnamen: 074980335
- SNAC: w6r919xz
- Système universitaire de documentation: 147115116
- Virtual International Authority File: 48980600
- WorldCat: E39PBJwhtWdfhB8vrFjMBRJMT3